# Bentley Speed Six

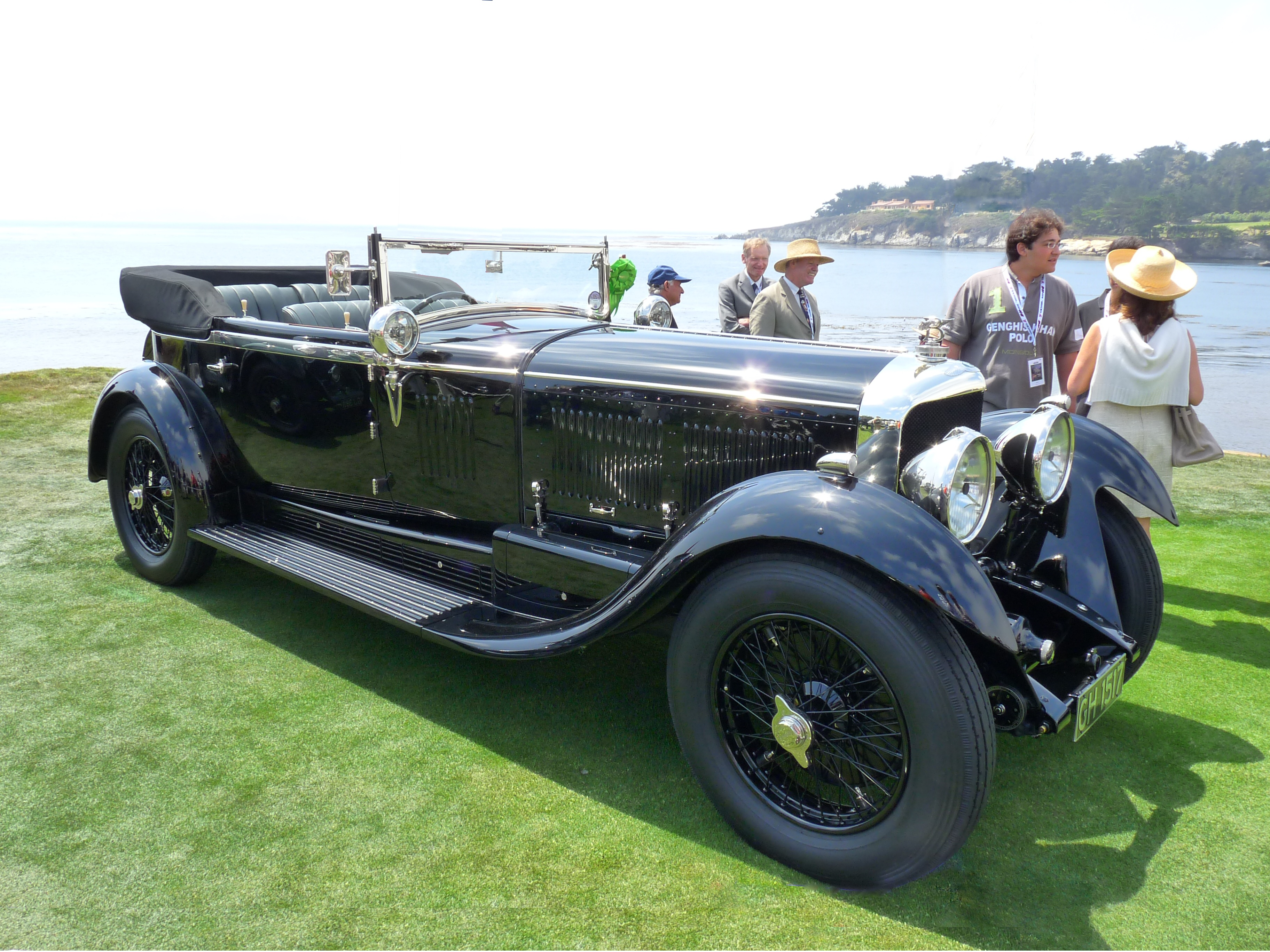
Een Bentley Speed Six Mulliner drophead coupé uit 1930

De Bentley Speed Six en de Bentley 6½ Litre werden geproduceerd van 1926 t/m 1930 (de Speed Six vanaf 1928). Deze werden gebouwd op een groter chassis van de voorgaande Bentley 3 Litre.
Van de 6½ Litre werden er 362 geproduceerd en van de Speed Six 182.
Twee exemplaren van de Speed Six zouden beroemd worden als de Blue Train Bentleys vanwege hun deelname aan de Blue Train Races. Dit waren wedstrijden waarin auto- en motorcoureurs het opnamen tegen Le Train Bleu, een trein die van Calais naar de Côte d'Azur reed.